# برایان باکر (تنیس‌باز)
 برایان بیکر (انگلیسی: Brian Baker؛ زاده ۳۰ آوریل ۱۹۸۵) یک تنیس‌باز اهل ایالات متحده آمریکا است.